# Saint-Senier-sous-Avranches
Saint-Senier-sous-Avranches är en kommun i departementet Manche i regionen Normandie i norra Frankrike. Kommunen ligger i kantonen Avranches som tillhör arrondissementet Avranches. År 2022 hade Saint-Senier-sous-Avranches 1 426 invånare.

## Befolkningsutveckling
Antalet invånare i kommunen Saint-Senier-sous-Avranches
| Referens: INSEE |